# Huawei Y9a
Huawei Y9a — смартфон середнього рівня, розроблений компанією Huawei. Був представлений 7 вересня 2020 року. Також 3 вересня того ж року в Китаї був представлений Huawei Enjoy 20 Plus 5G, що є подібною моделлю до Y9a.
31 січня 2022 року смартфон був перевипущений під назвою Huawei Nova Y9a.

## Дизайн
Екран смартфона виконаний зі скла. Корпус виконаний з гляцневого пластику.
За дизайном смартфони відрізняються за розташуванням LED-спалаху, який у Y9a розміщений за межами блоку камери, а в Enjoy 20 Plus 5G — замість четвортого модуля камери.
Знизу розміщені роз'єм USB-C, динамік, мікрофон та гібриний слот під 2 SIM-картки або 1 SIM-картку і карту пам'яті формату NM до 256 ГБ. Зверху розташовані висувний модуль фронтальної камери, 3.5 мм аудіороз'єм та другий мікрофон. З правого боку розміщені кнопки регулювання гучності та кнопка блокування смартфону, в яку вбудований сканер відбитків пальців.
Huawei (Nova) Y9a продається в 3 кольорах: чорному (Midnight Black), сріблястому (Space Silver) та рожевому (Sakura Pink).
В Китаї Huawei Enjoy 20 Plus 5G продавався в 4 кольорах: чорному, сріблястому, рожевому та зеленому.

## Технічні характеристики

### Платформа
Huawei (Nova) Y9a отримав процесор MediaTek Helio G80 з графічним процесором Mali-G52 MC2, Enjoy 20 Plus 5G — MediaTek Dimensity 720 5G з Mali-G57 MC2.

### Батарея
Huawei (Nova) Y9a залежно від регіону отримав батарею об'ємом 4200 або 4300 мА·год та підтримку швидкої зарядки на 22.5 або 40 Вт відповідно.
Huawei Enjoy 20 Plus 5G отримав батарею об'ємом 4200 мА·год та підтримку швидкої зарядки на 40 Вт.

### Камери
(Nova) Y9a отримав основну квадрокамеру 64 Мп, f/1.8 (ширококутний) + 8 Мп, f/2.4 (ултраширококутний) + 2 Мп, f/2.4 (макро) + 2 Мп, f/2.4 (сенсор глибини) з фазовим автофокусом та можливістю запису відео в роздільній здатності 1080p@30fps.
Enjoy 20 Plus 5G отримав основну потрійну камеру 48 Мп, f/1.8 (ширококутний) + 8 Мп, f/2.4 (ултраширококутний) + 2 Мп, f/2.4 (сенсор глибини) з фазовим автофокусом та можливістю запису відео в роздільній здатності 4K@30fps.
Фронтальна камера отримала висувний механізм, роздільність 16 Мп, діафрагму f/2.2 (ширококутний) та можливість запису відео у роздільній здатності 1080p@30fps.

### Екран
Екран IPS LCD, 6.63", FullHD+ (2400 × 1080) зі щільністю пікселів 397 ppi та співвідношенням сторін 20:9. Також Enjoy 20 Plus отримав частоту оновлення дисплею 90 Гц.

### Пам'ять
Y9a та Enjoy 20 Plus 5G продавалися в комплектаціях 6/128 та 8/128 ГБ, а Nova Y9a — тільки 8/128 ГБ.

### Програмне забезпечення
Смартфони були випущені на EMUI 10.1 на базі Android 10. Для встановлення програм використовується власний магазин додатків Huawei AppGallery.